# Pierre Charlier
Pour les articles homonymes, voir Charlier.
Pierre Charlier, né le 4 juillet 1814 à Boult-sur-Suippe et mort dans cette commune le 15 mars 1893, est un vétérinaire français.

## Biographie
Il fut l'un des doyens du Comice agricole de Reims et jadis l'une des plus grandes notoriétés de l'art vétérinaire. Il publia de nombreux travaux sur la médecine vétérinaire et l'agriculture et fit maintes découvertes qui ont illustré son nom, notamment la castration des vaches laitières et la ferrure plantaire, pratiquée aujourd'hui sous la dénomination de ferrure Charlier.
Il fut nommé successivement membre de la Société centrale de médecine vétérinaire de France et de l'Institut vétérinaire de Dorpat (Russie), membre correspondant de la Société d’agriculture de France et de l'Académie de Reims. Il était chevalier de la Légion d'honneur.